# Alex House
Alex House (Alexander Charles Albert) (nacido en Toronto, Ontario, Canadá el 11 de diciembre de 1986) es un actor canadiense.
House comenzó su carrera como actor infantil. Entre muchos otros créditos jugó un papel de estrella invitada recurrente como Tim en la quinta temporada de la serie de televisión canadiense Degrassi: La Siguiente Generación. House también hace extensiva su voz sobre el trabajo de la radio y la televisión que incluye series de animación, Smithy en Ozuma en Beyblade, así como jugar a Ace en el nuevo temporada de * Los Peleadores de la Batalla Bakugan. House también es la segunda voz de Alejandro en Drama Total. House fue estrella invitada en muchas series de Canadá como Mi Vida con Derek.
En la actualidad reside en Los Angeles, CA.
No se encuentran redes sociales

## Filmografía
- Sebastian (2017)
- Drama Total Todos Estrellas como Alejandro (2013)
- 10)[1]
- Bakugan: Nueva Vestroia como Grit Ace
- Bakugan: Invasores Gundalianos como Koji Beeetle
- Esta es Wonderland como Victor 2005
- Degrassi: La Siguiente Generación como Tim
- El Misterio del Oráculo  como Lance Stone (2004-2006)
- Mi Vida con Derek como Trevor / Mick Jones (2006)
- Rescue Heroes: The Movie como Brent (2003)
- Stone Cold como Kevin Feeney (2003)
- Between Strangers como Kevin (2002)
- Beyblade: Fuerza V como Ozuma (2002)
- La Seguridad de los Objetos como Jake tren (2001)
- Screech Owls como Slava Virnoff 2001
- Dos veces en un tiempo de la vida como marca de nacimiento Billy
- condado de Harlan Guerra como compinche Kincaid
- Tierra:Conflicto Final (2000)
- Switching Goals (1999) como niñoarcada
- Total Recall 2070 como Taavo Soodor (1999)